# 安杰洛·达米亚诺
安杰洛·达米亚诺（義大利語：Angelo Damiano，1938年9月30日—），意大利男子自行车运动员。他曾代表意大利参加1964年夏季奥林匹克运动会自行车比赛，获得一枚金牌。